# Union (condado de Pierce, Wisconsin)
Union es un pueblo ubicado en el condado de Pierce en el estado estadounidense de Wisconsin. En el Censo de 2010 tenía una población de 609 habitantes y una densidad poblacional de 6,72 personas por km².

## Geografía
Union se encuentra ubicado en las coordenadas 44°38′38″N 92°12′19″O / 44.64389, -92.20528. Según la Oficina del Censo de los Estados Unidos, Union tiene una superficie total de 90.68 km², de la cual 90.08 km² corresponden a tierra firme y (0.65%) 0.59 km² es agua.

## Demografía
Según el censo de 2010, había 609 personas residiendo en Union. La densidad de población era de 6,72 hab./km². De los 609 habitantes, Union estaba compuesto por el 98.69% blancos, el 0.82% eran afroamericanos, el 0.16% eran amerindios, el 0% eran asiáticos, el 0% eran isleños del Pacífico, el 0% eran de otras razas y el 0.33% pertenecían a dos o más razas. Del total de la población el 1.31% eran hispanos o latinos de cualquier raza.